# 仕事 (物理学)
物理学における仕事（しごと、英語: work）とは、物体に加わる力ベクトルと、物体の変位ベクトルの内積によって定義される物理量である。
仕事は、エネルギーを定義する物理量であり、物理学における種々の原理・法則に関わっている。

## 概要
物体に複数の力がかかる場合には、それぞれの力についての仕事を考えることができる。ある物体 A が別の物体 B から力を及ぼされながら物体 A が移動した場合には「物体 A が物体 B から仕事をされた」、または「物体 B が物体 A に仕事をした」のように表現する。ただし、仕事には移動方向の力の成分のみが影響するため、力が物体の移動方向と直交している場合には仕事はゼロであり、「物体 B は物体 A に仕事をしない」のように表現をする。力が移動方向とは逆側に向いている場合は仕事は負になる。これらの事柄は変位と力のベクトルの内積として仕事が定義されることで数学的に表現される。すなわち仕事は正負の符号をとるスカラーである。
仕事が行われるときはエネルギーの増減が生じる。仕事は正負の符号をとるスカラーであり、正負の符号は混乱を招きやすいが、物体が正の仕事をした場合は物体のエネルギーが減り、負の仕事をした場合には物体のエネルギーが増える。仕事の他のエネルギーの移動の形態として熱があり、熱力学においては仕事を通じて内部エネルギーなどの熱力学関数が定義され、エネルギー保存の法則が成り立つように熱が定義される。
運動の第3法則により力は相互的であるが、仕事は相互的ではない。物体 B が物体 A に力を及ぼしているとき、物体 B は物体 A から逆向きで同じ大きさの力を及ぼされている。しかし物体 B が物体 A に仕事をするときに、物体 B は物体 A から逆符号の仕事をされているとは限らない。例えば、物体が床などの固定された剛な面の上を移動するとき、床と物体との間の抗力により、床は物体に仕事をするが、床は移動しないため、物体は床に仕事をしない。

## 力学
例えば、 野球投手の投げるボールを考えると、投手は力を加えながら腕を振り、ボールに速度を与えている。つまり、ボールは投手から正の仕事をされて、ボールの運動エネルギーは増える。
次に仕事が生じない例を挙げる。

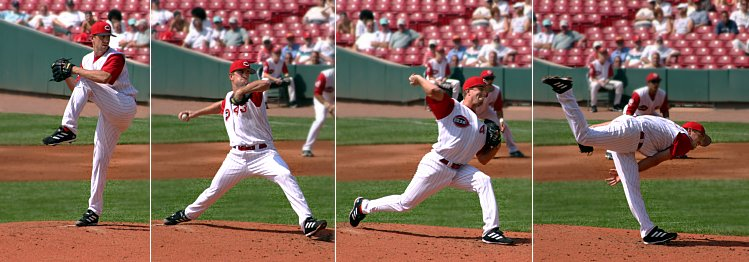
野球の場合、ボールは投手の「仕事」によって運動エネルギーを得る。

1. 荷運び業者がある荷物を抱えて荷物の位置も含め、静止しているとする。荷運び業者が荷物を抱えている状況では、静止している荷物のエネルギーは変わらないため、荷物は荷運び業者から仕事をされていない事が分かる。実際には、荷運び業者の筋肉は荷物の重力と釣り合う上向きの力を発生するためにエネルギーを消費しているが、これは最終的には 熱エネルギー に変わる。
2. 電動機(電動モーター) を例に考える。電動機は電流を流すと回転するが、電流を流している状態で電動機を回転しないように軸を固定すると、電動機の電気抵抗によって発熱する (ジュール熱 を発生する) 。この時、電動機には回転力がかかっているが、固定されて何も移動していないためこれも仕事とは呼ばない。
3. 野球の捕手が受け取るボールを考える。この時、捕手のミットが全く動かず、ボールは一瞬で静止するとしよう。この状況は非弾性衝突の場合であり、ボールがミットにした仕事はゼロである。つまり、静止したミットのエネルギーは増えず、ボールの運動エネルギーは、失われてゼロになる。実際には、動いているボールが静止するまでの微小時間に、ボールの運動エネルギーはボールやミットを歪ませるためのエネルギーに変わる（ハイスピードカメラで撮影した映像をイメージしてほしい）。この種のエネルギーの移動は、ボールがミットにした仕事とは呼ばない。

### 物体にする仕事の定式化
物体に力 F が作用し、その位置が Δx だけ変化したとき、力 F がこの物体に対してした仕事 W は
{\displaystyle W={\boldsymbol {F}}\cdot \Delta {\boldsymbol {x}}}
によって定義される。力 F と変位 Δx はベクトル量であり、仕事はその内積で与えられるスカラー量である。内積の幾何学的な意味は、物体の移動方向に対する加えた力の寄与を取り出すことである。変位 Δx に平行な力の成分を F∥ と表せば、この仕事は
{\displaystyle W=F_{\parallel }\Delta x}
のように表すことができる。
ここで Δx は変位 Δx の大きさを表す。
より一般に、力が変化するときは、時刻 t における力 F(t) と、力が一定とみなせるほど短い時間 Δt を考える。この時間での物体の位置の変化は微分により Δx=(dx/dt)Δt と表されるので、この短い時間の間にこの力が物体に対してする仕事は
{\displaystyle W_{\Delta t}={\boldsymbol {F}}(t)\cdot {\frac {d{\boldsymbol {x}}}{dt}}\,\Delta t}
となる。時刻 t0 から t1 の間にこの力が物体に対してする仕事は短い時間の間にする仕事の足し合わせで定義される。Δt が無限小の極限では積分へと置き換えられて
{\displaystyle W_{t_{0}\to t_{1}}=\int _{t_{0}}^{t_{1}}\left({\boldsymbol {F}}(t)\cdot {\frac {d{\boldsymbol {x}}}{dt}}\right)dt}
となる。
この定義から明らかなように、仕事は力のような時刻 t の瞬間において定まる量ではなく、ある時間の間に定まる量である。
積分変数は時刻である必要は無く、明示せずに
{\displaystyle W=\int {\boldsymbol {F}}\cdot d{\boldsymbol {x}}}
と書かれることもある。
これは物体の運動の経路に沿った線積分となっている。

### 例

#### 単純機械

動滑車

重量 w の物体を支持するためには、鉛直下向きの重力に対して鉛直上向きの力が必要である。
この物体を鉛直に高さ h まで、ゆっくりと（加速度の影響が無視できるように）持ち上げる際に行われる仕事は wh と表される。
同じ高さまでの持ち上げに必要な仕事は滑車やてこなどの単純機械を用いても変化しない。この事を、仕事の原理と言う。
定滑車を用いると、ロープを引っ張る力の大きさは変化しないが向きが変化する。同時にロープの端を引っ張る向きも変化するが、持ち上げる為にロープの端を引っ張る距離は持ち上げる高さと等しい。
力や移動の向きは変化するがその力の大きさや移動する距離はそのまま持ち上げた場合と変化せず、仕事は変化しない。
動滑車を用いてロープを鉛直に張った場合には、物体の重量の半分の力で持ち上げることができる。しかし、同じ高さまで持ち上げる為には、ロープの端を持ち上げる高さの2倍の距離を引っ張らなければならない。力が半分になるが移動距離が2倍になるので、仕事は変化しない。
てこを用いると、作用点にかかる力は、支点からの腕の長さの逆比例で変化する。一方、移動距離は、相似関係により、腕の長さの正比例で変化する。従って、仕事は変化しない。

#### 流体

油圧システムのような流体による仕事の伝達機構を考える。二つのピストン-シリンダを接続した内部に流体が封入されている系において、ピストンが移動して流体が一方のシリンダから他方のシリンダへ移動するとき、適当な条件の下で仕事は変化しない不変量である。
まず、流体の圧縮が無視できる場合には、ピストンの移動距離はシリンダの断面積に逆比例する。
{\displaystyle \Delta L={\frac {\Delta V}{S}}}
また、流体の流れが無視できて静止流体とみなせる場合には、パスカルの原理によりあらゆる点において圧力（静圧）は一定である。従ってピストンにかかる力はシリンダの断面積に比例する。
{\displaystyle F=pS}
従って、仕事はシリンダの断面積に依らない。
{\displaystyle W=F\,\Delta L=p\,\Delta V}

#### ばねの変形
ばねを伸び縮みさせる際に生じる仕事を考える。ばねの伸び縮みを s とする。フックの法則より、ばねの復元力はばねの伸び縮み s に比例するので、ばねを変形させるのに必要な力 F→ もまたばねの伸び縮みに比例する。このとき現れる比例定数 k はばね定数と呼ばれる。
{\displaystyle {\vec {F}}({\vec {s}})=k{\vec {s}}.}
このばねを s = 0 から s = x まで変形させるとき（x が正ならばねは伸ばされ、x が負ならばねは縮められている）、ばねを変形させるのに必要な仕事 W は、
{\displaystyle {\begin{aligned}W&=\int _{0}^{x}{\vec {F}}\!({\vec {s}})\cdot \mathrm {d} \!\!\;{\vec {s}}=\int _{0}^{x}k{\vec {s}}\cdot \mathrm {d} \!\!\;{\vec {s}}\\&=\int _{0}^{x}ks\mathrm {d} s={1 \over 2}kx^{2}\end{aligned}}}
となる。すなわち、ばねを変形するために生じた仕事 W はばねの弾性エネルギー 1/2kx2 として蓄えられる。

#### 加えられる力が一定であり力の方向が物体の運動の方向と一致している場合
特別な場合として、加えられる力と同じ方向に物体が運動するとき、仕事 W は力 F と物体の移動距離 s の積に等しい。
{\displaystyle W=Fs.}
例としてあなたが質量 m の物体を上に h 持ち上げる場合、W = mgh だけの仕事をしたことになる。逆に、物体は mgh だけの仕事をされて、位置エネルギーを増やす。

#### 加えられる力が一定であるが運動の方向と異なる場合
上図のように、加えられる力が一定であるが運動の方向が力の向きに対して角度 α だけ傾いているとき、仕事 W は力 F と物体の移動距離 s によって以下のように表される。
{\displaystyle W=Fs\cos \alpha .}
特に、この式において α = 0（すなわち cos α = 1）とすると加えられる力が一定であり力の方向が運動の方向と一致している場合の例に帰着する。
また、α = π/2 (cos α = 0) のとき W = 0 となる。すなわち、力が運動の方向に対し垂直方向に働いている場合、その力は仕事をしない。

## 熱力学

蒸気機関（アニメーション）

蒸気機関を考えると、水を加熱し、蒸気圧によって押し出されるピストンが、フライホイールを回転させる事で動力を生み出している。つまり、フライホイールは水蒸気から正の仕事をされて、フライホイールの回転エネルギー (及びそこから繋がる機関全体のエネルギー) は増える。別の表現で、熱エネルギーから仕事を取り出すなどとも言う。
仕事が生じない例を以下に挙げる。
- 熱伝導も、物体間で微視的な原子衝突により原子の運動エネルギーが移動するが、巨視的に観測できる力ではないため、仕事の定義には含まれない（熱力学における力学的仕事とは、あくまで巨視的なものに限られる）。

### 系がする仕事
熱力学で圧力 P の気体(一般に物体)の体積が Vi から Vf に変化する時に気体がする仕事（絶対仕事）W は次式のように表される。
{\displaystyle W=\int _{V_{\mathrm {i} }}^{V_{\mathrm {f} }}P\,\mathrm {d} V}
絶対仕事は気体の体積が変化することによって、その気体が外に対してする仕事ととらえることができる。
一定量の物質を閉じ込めて対象として扱う系(閉じた系)では、系が外部へ行う仕事は絶対仕事となる。
一方、実際の多くの機器では、一方から気体や液体が入って他方から出ていく。
物質の出入りを伴う系(開いた系)では、系に物質を出し入れする仕事 -d(PV) が加わり、
系が外部へ行う仕事は次式となる。
{\displaystyle W^{*}=\int _{\mathrm {i} }^{\mathrm {f} }\{P\,\mathrm {d} V-\mathrm {d} (PV)\}=-\int _{P_{\mathrm {i} }}^{P_{\mathrm {f} }}V\,\mathrm {d} P}
つまり、開いた系では気体等の圧力が低下することにより仕事を得ることができ、
この場合の仕事 W∗ を絶対仕事と区別して
工業仕事という。